# 哈里斯·哈伦
哈里斯·哈伦 （1990年11月19日—）是新加坡职业足球运动员，目前效力新加坡超级足球联赛俱乐部獅城水手，也代表新加坡参加国际比赛并兼任队长。场上司职中前卫，他年仅16岁又217天就代表新加坡队首发，是新加坡队最年轻首发上场的球员。

## 俱乐部生涯

### 幼狮
哈里斯·哈伦于2007赛季开始代表幼狮参加新加坡职业足球联赛。16岁3个月又18日的哈里斯成为当赛季新加坡联赛最年轻的球员，虽然新加坡足总只允许年满18岁的球员才可以参加新加坡联赛，但新加坡足总决定对他豁免这些规定。
2007年8月，他获得由耐克举办的“谁是下一个”新加坡冠军，并获得巴塞罗那著名足球青训营拉玛西亚的资格。他与来自6个亚太国家共13名球员前往拉玛西亚训练营训练了一周，在训练一周后他表现优异被委任为队长，并且获得了MVP。
2008年对于来说哈里斯最为艰难的一年，与2008年5月26日对阵超红的比赛中韧带撕裂，导致他缺席了2008年下半年的所有比赛，包括2010年国际足联世界杯预选赛和2008年东南亚足球锦标赛。
2010年7月，在国家队主教练阿夫拉莫维奇的牵线下，哈里斯前往中国超级足球联赛俱乐部上海申花进行为期10天的试训，但最终未获得合同。2010年11月的亚运会对阵印度队比赛中，哈里斯遭遇右脚骨折需要养伤6周，这导致他连续第二次缺席东南亚足球锦标赛。哈里斯出色的表现让他获得了2010年新加坡职业足球联赛年度最佳青年球员。

### 十二狮

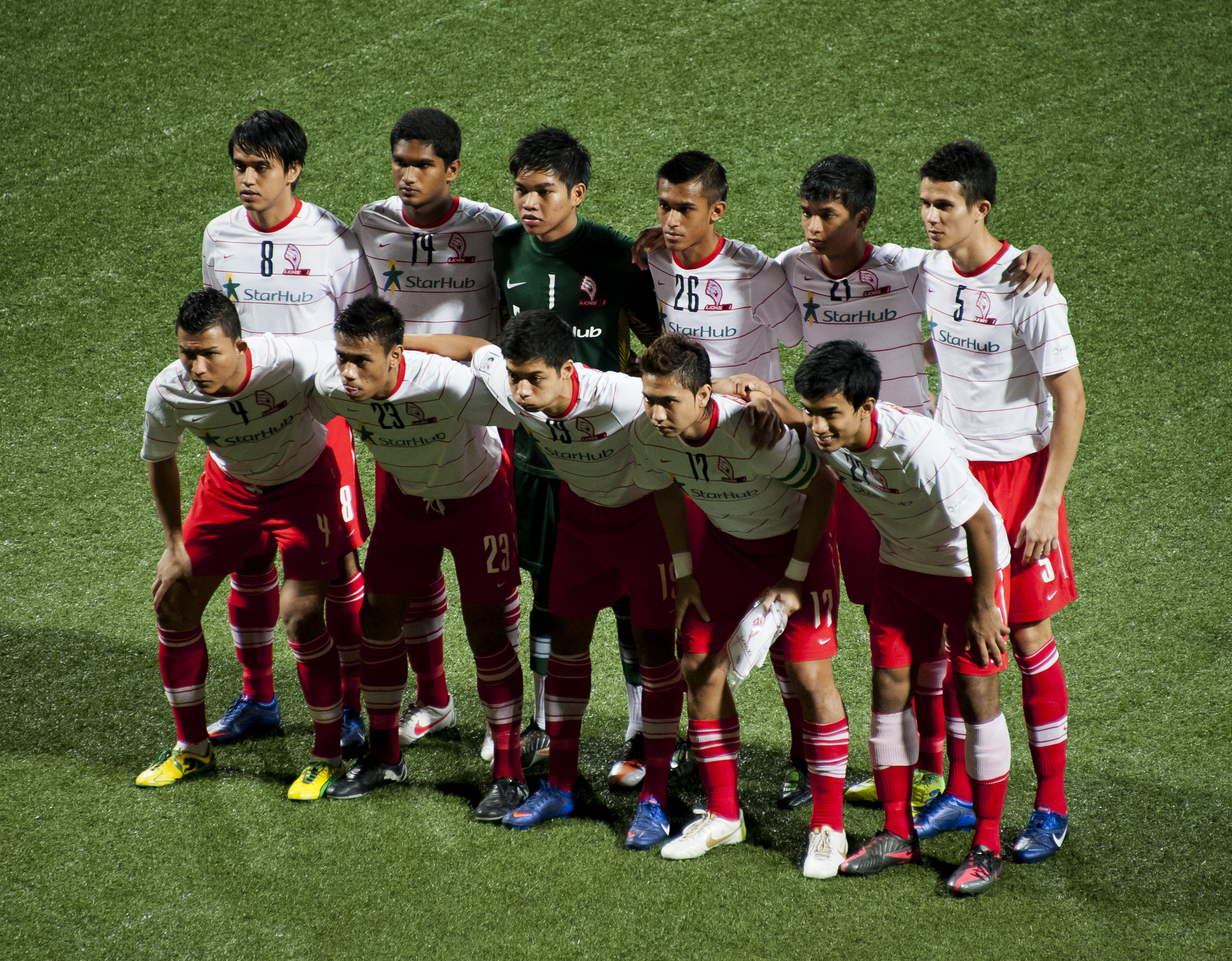
2012年1月17日马来西亚超级足球联赛十二狮对阵吉隆坡，哈里斯入选首发阵容

2011年12月哈里斯·哈伦正式离开幼狮，加入参加与马来西亚超级足球联赛的十二狮。
2013年赛季哈里斯·哈伦成功帮助队伍获得马来西亚超级联赛冠军，并且保持主场不败战绩。

### 柔佛DT
2013年哈里斯·哈伦与马来西亚超级联赛俱乐部柔佛DT签下为期2年，月薪20,000美金的合同。

### 狮城水手
新加坡超级联赛球会獅城水手足球俱樂部在2021年5月10日宣布，该队已经从马来西亚超级联赛的柔佛DT队签下哈里斯，合约为期三年半。这是30岁的哈里斯时隔九年后首次以正式球员身份回归新加坡联赛。

## 国家队生涯

### 青年
哈里斯·哈伦代表过新加坡23岁以下足球队参加2007年、2009年及2013年东南亚运动会，都获得了铜牌。

### 国家队
于2007年哈里斯·哈伦获得新加坡队征召，并且在国际友谊赛中对阵朝鲜队中第70分钟替补登场，他是新加坡队目前最年轻的首发国脚，以16岁又217天打破了范迪·阿末在17岁3个月又23日的首发年龄记录。
2012年进入新加坡队2012年东南亚足球锦标赛最后23人大名单，在小组赛中对阵印尼队因胫骨骨折，无法参与剩下的比赛，虽然因伤而无法参加剩下的比赛，但该年新加坡队获得了冠军，这是哈里斯·哈伦的首个国际级比赛冠军。